# اشچینو، شهرستان واوکز
اشچینو، شهرستان واوکز (به لاتین: Trzcinno, Wałcz County) یک منطقهٔ مسکونی در لهستان است که در Gmina Człopa واقع شده‌است.

## خصوصیات
اشچینو ۶۰ نفر جمعیت دارد.